# ديف إيزلي
ديف إيزلي (بالإنجليزية: Dave Easley)‏ هو لاعب كرة قدم كندية أمريكي، ولد في 12 أغسطس 1947 في فانكوفر في كندا.